# Lotta (Fernsehserie)
Lotta (schwedisch Lotta på Bråkmakargatan) ist die auf sieben Folgen erweiterte Fernsehfassung der schwedischen Kinofilme Lotta aus der Krachmacherstraße und Lotta zieht um nach den gleichnamigen Kinderbüchern von Astrid Lindgren. Beide Schnittfassungen enthalten exklusive Szenen. Zum ersten Film fügt die Serie mehr als 30 Minuten hinzu, Lotta zieht um wird jedoch etwas kürzer. Im Gegensatz zu Schweden ist die Fernsehserie in Deutschland vor den Filmen erschienen. Die deutsche Synchronfassung entstand bei der Arena Synchron GmbH in Berlin nach einem Dialogbuch und unter der Dialogregie von Ruth Leschin.
| Figur               | Darsteller       | Deutscher Sprecher |
| ------------------- | ---------------- | ------------------ |
| Lotta               | Grete Havnesköld | Viola Scherff      |
| Jonas               | Martin Andersson | Sebastian Schulz   |
| Mia-Maria           | Linn Gloppestad  | Berenice Weichert  |
| Doris, Lottas Mama  | Beatrice Järås   | Sonja Deutsch      |
| Stefan, Lottas Papa | Claes Malmberg   | Wolfgang Condrus   |
| Tante Berg          | Margreth Weivers | Christel Merian    |
| Schornsteinfeger    | Klas Dykhoff     | Matthias Klages    |

Titelfigur Lotta lebt Ende der 50er Jahre mit ihren Geschwistern Mia und Jonas in der Krachmacherstraße. Lotta ist sehr willensstark, weiß was sie möchte und ist bereit dafür zu kämpfen. Sie stellt allerhand an, doch niemand kann ihr für lange Zeit böse sein.

## Kritik
„kindgerecht, voller Charme, mit einer natürlich agierenden kleinen Hauptdarstellerin“

Mark Spörrle bemerkte in der Zeit, dass seine Tochter nach dem Schauen der Fernsehserie Lottas Ausdrücke übernahm, wie zum Beispiel „zum Teufel“ oder „Oberdoofer Papi!“, als dieser sie nicht noch eine Folge schauen ließ. Außerdem stampfte sie, wie Lotta, mit den Füßen auf. Er glaubt daher, dass die filmische Umsetzung von Lotta sich eher negativ auf Kinder auswirken könne. Viele der Kommentatoren des Artikels stimmten jedoch nicht mit Spöttles Meinung überein. Einige sehen in dem Verhalten der Auflehnung der Tochter einen ganz normalen Entwicklungsschritt. So erklärte Leser Phantasie, dass das Aussprechen von Schimpfworten der „Fähigkeit zur Selbstbehauptung und dem Wunsch, sich in einer anderen Rolle (frei von Zwängen) auszuprobieren“ gleich käme. Anstatt die Serie zu verbieten, solle der Vater seine eigenen Grenzen aufzeigen und ihr erklären, wie er sich fühle, wenn seine Tochter diese Worte nutze. Auch Leser raabbel unterstützt diesen Vorschlag und glaubt, dass bei der Tochter nur so ein Lerneffekt eintreten könne. Er glaubt, dass die Tochter gelernt habe, dass man diese Wörter benutzt, wenn man wütend ist. Die Eltern sollen ihre Ausbrüche zulassen, wenn sie eine Ich-Botschaft mit dazugehörigem Grund nennen würde, wie „Ich möchte weiter Fernsehen, weil ich finde es gerade so spannend“. Leserin Mirinord glaubt, dass Astrid Lindgren den Kindern eine Stimme verleihe und sie aussprechen lasse, wie ihnen wirklich zumute sei. Das sei nicht immer angenehm, aber für die psychische Gesundheit sehr hilfreich. DeralteFritz kritisiert, dass der Autor seiner Meinung nach erwarte, dass die Kinder aus der Krachmacherstraße lieb und angepasst sein müssten und keinen Krach machen dürften. Ma Rou findet es unangebracht, die eigenen Erziehungsschwierigkeiten auf Astrid Lindgren zu schieben. Sie glaubt, dass es in der beschriebenen Situation eher um eine Streitfrage bezüglich Fernsehen oder nicht Fernsehen ging und das wenig mit der gezeigten Serie zu tun habe. Ein gemeinsames Schauen und Reflektieren der Serie hielten viele der Kommentatoren für angebracht.

## Episodenliste
| Nr. | Deutscher Titel                       | Originaltitel                   | Erstausstrahlung Schweden | Deutschsprachige Erstausstrahlung (ZDF) | Material aus                                   |
| --- | ------------------------------------- | ------------------------------- | ------------------------- | --------------------------------------- | ---------------------------------------------- |
| 1 | Beim Zahnarzt                         | Lotta på braakmakargatan        | 7. Jan. 1995              | 3. Dez. 1994                            | Lotta aus der Krachmacherstraße Lotta zieht um |
| Lotta muss zum Zahnarzt. Eigentlich hat sie gar keine Lust dazu. Gemeinsam mit ihrem Bruder Jonas geht Lotta in das Behandlungszimmer. Ihre Mutter ist überrascht, dass Lotta gut gelaunt und ohne zu weinen aus dem Behandlungszimmer kommt. Lotta erzählt ihr, dass sie richtig tapfer war, als ein Zahn gezogen wurde. Die Mutter ist stolz auf ihre Tochter und gibt ihr zur Belohnung ein wenig Geld. Da kommt der Arzt aus dem Zimmer. Es stellt sich heraus, dass nicht Lotta, sondern Jonas der Zahn gezogen wurde. Der Arzt sagt, Lottas Mutter müsste mit Lotta noch einmal kommen, da diese gar nicht den Mund aufgemacht habe. |                                       |                                 |                           |                                         |                                                |
| 2 | Ein richtiges Fahrrad                 | Visst Kan Lotta Cykla           | 14. Jan. 1995             | 10. Dez. 1994                           | Lotta aus der Krachmacherstraße                |
| Lotta feiert ihren fünften Geburtstag. Sie hat sich nichts sehnlicher gewünscht als ein Fahrrad. Doch ihre Eltern meinen, sie sei noch zu klein dazu und sie solle noch ein Jahr mit dem Dreirad fahren. Lotta möchte jedoch jetzt ein Fahrrad haben. Sie stiehlt das große Fahrrad ihrer Nachbarin Frau Berg. Da das jedoch viel zu groß für sie ist, stürzt sie und verletzt sich ein wenig am Knie. Lotta ist traurig und findet ihren Geburtstag gar nicht mehr schön. Da kommt ihr Vater doch noch mit einem Fahrrad für sie an. Lotta ist überglücklich. |                                       |                                 |                           |                                         |                                                |
| 3 | Jonas fällt ins Wasser                | Lotta Aaker Paa Utflykt         | 21. Jan. 1995             | 17. Dez. 1994                           | Lotta aus der Krachmacherstraße                |
| Lotta und ihre Familie machen einen Ausflug zu einem See. Dabei passiert so einiges. Lotta findet Vogeleier, verliert ihren Teddy und findet ihn wieder und ihr Bruder Jonas klettert auf einen Felsvorsprung und fällt ins Wasser. Abends erzählen alle noch einmal, was sie an dem Ausflug am schönsten fanden. |                                       |                                 |                           |                                         |                                                |
| 4 | Bahnfahren ist lustig                 | Lotta Aaker Till Landet         | 28. Jan. 1995             | 25. Jan. 1996                           | Lotta aus der Krachmacherstraße                |
| Lotta fährt mit Mia, Jonas und ihrer Mutter mit der Bahn zu Lottas Großeltern. Die Fahrt gestaltet sich sehr abenteuerlich. Jonas und Mia steigen am Gleis aus und steigen buchstäblich in letzter Sekunde in einem anderen Abteil wieder ein. Lottas Mutter erfährt von einer anderen Reisenden, dass ihre Kinder am Gleis ausgestiegen sind. Sie weiß aber nicht, dass diese inzwischen wieder im Zug sind und macht sich große Sorgen. Sie bittet den Zugfahrer die Notbremse zu ziehen, welcher dieser Bitte gerade nachkommen will, als die beiden wieder aussteigen. Dann ist jedoch Lotta unterwegs. Ihre Mutter sucht diese im ganzen Zug und findet sie plötzlich bei einer Gruppe Soldaten wieder, die Lotta gerade lebendig unterhält. Lotta und ihre Geschwister spielen und picknicken später auf dem Bauernhof der Großeltern. Doch Lotta mag weder den Hering essen, noch will sie aufhören „Pfui Teufel“ zu sagen, sie beschließt zu Papa zurück zu fahren. |                                       |                                 |                           |                                         |                                                |
| 5 | Umzug auf den Dachboden               | Lotta Flyttar Hemifraan         | 20. Apr. 1996             | 26. Jan. 1996                           | Lotta zieht um                                 |
| Lottas Tag fängt nicht gut an. Sie wacht auf und glaubt, dass Jonas und Mia ihren Teddy geschlagen haben. Außerdem darf sie nicht ihr schönes Sonntagskleid anziehen, sondern soll den schrecklichen Kratzpulli tragen. Sie will das nicht und zerschneidet ihren Pulli, dann beschließt sie auszuziehen. Sie zieht auf den Dachboden bei ihrer Nachbarin Frau Berg. Erst findet Lotta alles spannend und toll. Sie kann mit der Puppe von Frau Bergs Tochter spielen und diese einkleiden. Als es jedoch abends dunkel ist, fühlt sie sich traurig und allein. Da kommt ihr Vater. Lotta erklärt, dass sie zurück nach Hause möchte. |                                       |                                 |                           |                                         |                                                |
| 6 | Ein Weihnachtsbaum muss her           | Visst Kan Lotta Naestan Allting | 27. Apr. 1996             | 24. Dez. 1994                           | Lotta zieht um                                 |
| Es ist bald Weihnachten. Lottas Familie hat noch keinen Weihnachtsbaum und als Lottas Vater einen besorgen möchte, muss er schon bald feststellen, dass es keinen mehr gibt. Lotta versucht auf eigene Faust einen Weihnachtsbaum zu besorgen. Sie ist zunächst wenig erfolgreich. An einer Tankstelle hat sie jedoch Glück. Ein Laster verliert einen Weihnachtsbaum. Lotta nimmt ihn mit nach Hause und präsentiert ihrer Familie den Baum. Diese ist überglücklich und kann nun Weihnachten unter dem Weihnachtsbaum feiern. |                                       |                                 |                           |                                         |                                                |
| 7 | Schokoladenweihnachtsmänner zu Ostern | Visst Aar Lotta En Glad Unge    | 4. Mai 1996               | 2. Apr. 1994                            | Lotta zieht um                                 |
| Es ist Ostern. Jedoch hat der Süßigkeitenladen in der Stadt geschlossen, da der Eigentümer zurück nach Griechenland ziehen möchte. Lottas Vater bekommt daher keine Osterschokolade zum Verstecken. Lotta wäre nicht Lotta, wenn sie nicht eine Idee hätte. In der Osternacht steht sie heimlich auf und versteckt die Weihnachtssüßigkeiten, die sie von dem Eigentümer des Süßigkeitenladens zu dessen Geschäftsauflösung bekommen hat, im Garten. |                                       |                                 |                           |                                         |                                                |